# مناصرة مكتبة عامة

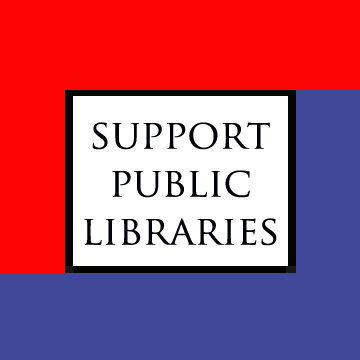
شعار مناصرة المكتبة العامة

مناصرة المكتبة العامة هي الدعم المقدم لمكتبة عامة بغية تحقيق أهدافها أو تلبية احتياجاتها المالية والفلسفية. وغالبًا ما تتخذ هذه المناصرة شكل تبرعات نقدية أو مادية أو حملات دعم للمؤسسات التي تشرف على المكتبة. كانت مناصرة المكتبات في الأصل تركز على المكتبات نفسها، ولكن وفق الاتجاهات الحالية، تحاول المكتبات إظهار أنها توفر «قيمة اقتصادية للمجتمع».

## الأشكال

### حملات كتابة الرسائل
تهدف حملات كتابة الرسائل بشكل أساسي إلى إبلاغ المشرعين ومسؤولي المكتبات والمواطنين بتداعيات القرارات المتعلقة بالمكتبات العامة ودعم القضايا المتعلقة بالمكتبات. 
تمثل كتابة الرسائل شكلًا مهمًا من أشكال التواصل بين مناصري المكتبات العامة. يمكن أن يكون البريد الإلكتروني المصمم يدويًا أو الرسالة المرسلة بشكل استراتيجي وبالوقت المناسب آلية قوية للتأثير على قرارات المسؤولين المنتخبين والجماهير. وتعتبر الرسائل وسيلة عملية إذ يمكن توزيعها على الكثير من الأفراد ويمكن أن تكون بمثابة تمثيل لمناصري المكتبات العامة الذين لا يستطيعون حضور الاجتماعات أو التجمعات المهمة.

### البرامج
كثيرًا ما تستخدم المكتبات العامة البرامج لزيادة الوعي بالخدمات والموارد القيمة التي تقدمها للمجتمع. تقدم بعض هذه البرامج معلومات وموارد تعليمية لمناصري المكتبات وأمنائها ويوجه البعض الآخر نحو زيادة المعرفة العامة بخدمات المكتبة ومواردها.
يُحتفل بشهر الاشتراك ببطاقة المكتبة في سبتمبر ضمن «حملة أذكى بطاقة». خلال شهر الاشتراك ببطاقة المكتبة، يُروج لبطاقة المكتبة على أنها أهم بطاقة يمكن للأفراد حملها في محافظهم. شهر الاشتراك ببطاقة المكتبة برنامج شائع في جميع أنحاء الولايات المتحدة. شعار جمعية المكتبات الامريكية لحملة أذكى بطاقة هو: «أذكى بطاقة. احصل عليها. استخدمها @ مكتبتك». 
«قلب الصفحة: بناء مجتمع مكتبتك» هو برنامج تعليمي وتدريبي في مجال مناصرة المكتبات تموله مؤسسة بيل وميليندا غيتس. تتوفر من خلاله الدورات التدريبية عبر الإنترنت وعلى الأرض وهي مصممة لمنح مناصري المكتبات إمكانية الوصول إلى التدريب والمهارات والموارد لدعم احتياجات المكتبات من التمويل. 
مجموعات الأدوات: «الخط الأمامي للمناصرة» هو مجموعة أدوات تابعة لجمعية المكتبات الأمريكية تزود أمناء المكتبات والعاملين في المكتبات بأدوات المناصرة والدعم التي يحتاجونها لدعم مكتباتهم ومهنتهم. وهي مخصصة للمكتبات العامة والمدرسية والأكاديمية والخاصة. تقدم مجموعة الخط الأمامي لمناصرة المكتبات العامة مجموعة متنوعة من الموارد المفيدة تضم معلومات عن التدوين وكتابة الخطابات وجمع البيانات. تمثل المناصرة في اقتصاد صعب استجابة للأوضاع الاقتصادية الصعبة إذ تزيد المكتبة في الوقت نفسه من خدماتها وتفقد التمويل القائم على الضرائب. وتحتوي مجموعة أدواتها على «موارد وأدوات، تضم مقاطع إخبارية ومقالات رأي وإحصاءات لمساعدة مناصري المكتبات على الدفاع عن المكتبات في الأوقات الاقتصادية الصعبة». توفر جمعية المكتبات الكندية أيضًا مجموعة أدوات المناصرة الشعبية لحقوق الطباعة والنشر لمعالجة مشروع القانون سي 32 وهو قانون لتعديل قانون حقوق الطباعة والنشر. محتويات هذه المجموعة هي «قائمة من 8 رسائل رئيسية، ونموذج رسالة إلى النائب البرلماني، ودليل لعقد اجتماعات شخصية، ورابط للعثور على معلومات الاتصال بالنائب. وتحتوي المجموعة أيضًا على معلومات أساسية، وتضم أحدث بيان لموقف جمعية المكتبات الكندية بعنوان «حماية المصلحة العامة في العالم الرقمي: آراء جمعية المكتبات الكندية/الرابطة الكندية للمكتبات بشأن مشروع القانون سي 32، وهو قانون لتعديل قانون حق الطباعة». تقدم جمعية المكتبات والمعلومات الأسترالية مجموعة أدوات بعنوان «كل عضو هو مناصر» بدءًا من سبتمبر 2010 لاستكمال ورشات عمل كل عضو هو مناصر، والتي تقدم أدوات المناصرة ونهجها في جميع القطاعات. 
يقام أسبوع الكتب المحظورة سنويًا في الأسبوع الأخير من شهر سبتمبر وهدفه توجيه الانتباه إلى مهمة المكتبة المتمثلة في دعم الحرية الفكرية وأهمية التعديل الأول لدستور الولايات المتحدة الأمريكية. «هذا الحدث السنوي لجمعية المكتبات الأمريكية، الذي بدأ منذ 1982، يذكر الأمريكيين بأهمية عدم اعتبار هذه الحرية الديمقراطية الثمينة أمرًا مفروغًا منه». منذ عام 2006، تحرّت جمعية المكتبات الكندية موارد المكتبة وتحديات السياسات. في سبتمبر 2010، انضمت المكتبات في المملكة المتحدة للاحتفال بالحرية الفكرية من خلال إنشاء أنشطة للكتب المحظورة والترويج لها. منظمة العفو الدولية، وهي منظمة لحقوق الإنسان «توجه الانتباه إلى محنة الأفراد الذين يتعرضون للاضطهاد بسبب الكتابات التي ينتجونها أو يتداولونها أو يقرؤونها». 
يوم الطفل هو احتفال للأطفال والعائلات والقراءة يقام في 30 أبريل. هذا الاحتفال «يؤكد على أهمية الدعوة إلى محو الأمية لدى الأطفال من جميع الخلفيات اللغوية والثقافية». 
«كل طفل مستعد للقراءة @ مكتبتك» هو مشروع مشترك بين جمعية المكتبات العامة وجمعية برامج خدمة المكتبات للأطفال، والذي يساعد على تزويد الآباء بالأدوات اللازمة لمساعدتهم في «دورهم الحاسم باعتبارهم المعلم الأول لطفلهم».
تُقام برامج القراءة الصيفية في الكثير من المكتبات العامة لدعم التعليم ومحو الأمية في أثناء العطل الصيفية لأطفال المدارس. تشمل فوائد برامج القراءة الصيفية «التشجيع على أن تصبح القراءة عادة مدى الحياة»، و «[التأثير] على القراء المترددين [من أجل] جذبهم إلى أنشطة [المكتبة]»، و«[مساعدة] الأطفال على الحفاظ على مهاراتهم [الأكاديمية] [خلال العطلة الصيفية]»، و «[خلق] الاهتمام بالمكتبة والكتب». تحفّز برامج القراءة الصيفية مشاركة الوالدين والأطفال مع المكتبات ومحو الأمية.
يحظى شهر المكتبة الكندي بدعم من قبل جمعية المكتبات الكندية/الرابطة الكندية للمكتبات.

### المظاهرات العامة
غالبًا ما تتخذ المظاهرات العامة للمكتبات شكل تجمعات واحتجاجات وقراءات.

#### التجمعات
تكون المسيرات الداعمة للمكتبات العامة أحداثًا إيجابية هدفها جمع الناس معًا وزيادة الوعي بالقضايا التي تواجه المكتبات العامة. تُنظم بشكل عام من قبل موظفي المكتبات المحترفين أو من قبل منظمات مثل جمعية المكتبات الأمريكية. تكون التجمعات الفعالة منظمة تنظيمًا جيدًا وترسم صورة واضحة ومقنعة للقضايا التي تواجه المكتبة والإجراءات المحددة التي يتعين اتخاذها للوصول إلى أهداف محددة. تشمل أنشطة التجمع النموذجية العروض الموسيقية والخطب العامة. وكثيرًا ما يوزع منظمو التجمع منشورات تحتوي على بيانات موجزة عن الحقائق التي تدعم هدف التجمع والتي صُممت لتُفهم بسرعة من قبل المارة المهتمين. عادة ما يعبر المشاركون في التجمع عن التضامن من خلال ارتداء نفس القميص أو ارتداء ملابس بألوان مماثلة. ويكون لدى منظمي التجمع ملصقات أو منشورات أو مواد ترويجية أخرى يعطونها للمشاركين والمارة للمساعدة في نشر القضية المطروحة. 
في 29 يونيو 2010، حضر أكثر من 1600 مؤيد مسيرة يوم مناصرة المكتبات التي نظمتها جمعية المكتبات الأمريكية. وكان من بين المتحدثين مؤلفون وأعضاء في الكونغرس والمدير التنفيذي لجمعية المكتبات الأمريكية.

#### الاحتجاج العام
تكون التجمعات عادة أحداثًا إيجابية لتحقيق غاية، بينما تعقد الاحتجاجات لتمثل رد فعل على حدث سلبي، مثل التغييرات الجذرية في خدمات المكتبة، أو تسريح الموظفين، أو إغلاق الفروع. وغالبًا ما تُنظم من قبل مجموعات الأصدقاء، أو أعضاء المجتمع، أو نقابات المكتبات، وتجسد الجهود الأخيرة لوقف الإجراء المقترح. تتضمن معظم الاحتجاجات العامة للمكتبات اعتصامًا للهيئة التشريعية التي اتخذت القرارات النهائية أو المقترحة، على أمل أن يؤدي الاحتجاج الشعبي الكبير إلى إعادة النظر في الأمر من قبل المسؤولين المنتخبين. وينطوي البعض الآخر على الاعتصام أمام فرع المكتبة أو في مكان يشهد حركة مرور عالية لجذب وعي الجمهور إلى القضايا المطروحة.